# NGC 5724
NGC 5724 је галаксија у сазвежђу Волар која се налази на NGC листи објеката дубоког неба.
Деклинација објекта је + 46° 41' 32" а ректасцензија 14h 39m 2,0s. Привидна величина (магнитуда) објекта NGC 5724 износи 15,9 а фотографска магнитуда 16,9. NGC 5724 је још познат и под ознакама MCG 8-27-16, , PGC 52360.